# Гай Папирий Мазон
Гай Папи́рий Мазо́н (лат. Gaius Papirius Masō; умер в 213 году до н. э.) — римский военачальник и политический деятель из патрицианского рода Папириев, консул 231 года до н. э. Подчинил Риму Корсику.

## Происхождение
Гай Папирий принадлежал к одному из младших патрицианских родов Рима, упоминающемуся в источниках, начиная с 444 года до н. э. (вначале как Паписии). В IV веке до н. э. Папирии принадлежали к числу самых влиятельных семейств Республики наряду с Манлиями, Сульпициями и Постумиями. Ветвь Мазонов отделилась позже всех остальных — в начале III века до н. э.
Согласно Капитолийским фастам, отец и дед Гая Папирия носили преномены Гай и Луций соответственно. Луций — это самый первый из упоминающихся в источниках носителей когномена Мазон, умерший вскоре после эдилитета. Двоюродным братом Гая-младшего был ещё один Гай Папирий Мазон, занимавший жреческую должность децемвира священнодействий.

## Биография
Валерий Максим упоминает некоего Гая Папирия в связи с событиями 241 года до н. э. Тогда консул Квинт Лутаций Церкон подавил восстание фалисков в Этрурии, и Гай Папирий по его приказу подписал договор о капитуляции противника. Когда римское народное собрание решило «поступить жестоко» с фалисками, Папирий сообщил, что те в соответствии с договором отдались не «во власть» Рима, а только «под покровительство», и в результате никаких санкций против побеждённых не последовало. Этого Папирия предположительно отождествляют с Мазоном.
В 231 году до н. э. Гай Папирий был консулом. Он стал последним из Папириев-патрициев и единственным из Папириев Мазонов на этой должности. Его коллега-плебей, Марк Помпоний Матон, отправился на Сардинию, а Мазон — на Корсику, подавлять восстание. Местные племена были разбиты в бою на Миртовых полях у побережья и отступили в горы. Консул последовал за ними; в дальнейших столкновениях в горной местности его войско понесло большие потери и оказалось в серьёзной опасности, но в конце концов Гай Папирий смог принудить корсов к миру (возможно, на мягких условиях). Когда он вернулся в Рим, сенат отказал ему в праве на триумфальное вступление в город. Тем не менее Мазон справил триумф — на Альбанской горе, в миртовом венке вместо лаврового. Таким образом, он стал основателем новой традиции праздновать победы без одобрения сената.
На средства, вырученные от продажи военной добычи, Мазон воздвиг храм Фонсу. Он умер в 213 году до н. э., причём известно, что на момент смерти Гай Папирий был членом жреческой коллегии понтификов. В один год с ним умер и его кузен, носивший то же имя.

## Потомки
У Гая Папирия не было сыновей. Источники упоминают только дочь, ставшую женой Луция Эмилия Павла Македонского. Отец последнего, тоже Луций Эмилий Павел, погибший при Каннах, был коллегой Мазона по понтификату. Внуками Гая Папирия были Квинт Фабий Максим Эмилиан и Публий Корнелий Сципион Эмилиан.